# Seiji Nishimura
Pour les articles homonymes, voir Nishimura.
Sensei Seiji Nishiumra est un karatéka japonais surtout connu pour avoir remporté le titre de champion du monde en kumite individuel masculin moins de 70 kilos aux championnats du monde de karaté 1982 organisés à Taipei, à Taïwan.

## Résultats
| Résultat      | Date | Épreuve                   | Catégorie | Compétition                | Ville hôte       |
| ------------- | ---- | ------------------------- | --------- | -------------------------- | ---------------- |
| Médaille d'or | 1982 | Kumite individuel - 70 kg | Seniors   | Championnats du monde 1982 | Taipei, à Taïwan |